# 平田光穂
平田 光穂（ひらた みつほ、1922年9月26日 - 2011年5月31日）は日本の数学者。
東京大学理学部数学科卒業。太平洋戦争時中、日本光学（現・ニコン）でレンズの計算に従事。戦後東京工業大学教授を務め、数学者の立場から化学工学分野の技術者育成にあたった。「多成分系の蒸留」他、著書多数。
1998年、勲三等旭日中綬章を受章。2011年5月31日、肺炎のため死去。